# 파워 포즈
파워 포즈(Power posing)는 논쟁의 여지가 있는 자기계발 기법 중의 하나로 사람이 자세를 취할 때, 강하다는 느낌을 갖고 취하도록 하는 것을 말한다.  비록 논쟁의 여지가 많지만, 이를 옹호하는 자들에 의하면 만일 누군가가 자세를 가질 때 자신감이 넘치는 또는 강한 이미지를 풍기도록 몇 분간만 취하면, 긍정적인 삶을 소유가능하다는 것이다.  예를 들어 취업 면접이 있기 전에 화장실에서 몇 분간의 자신감 넘치는 자세를 갖게 되면 좋은 결과를 갖게 될 확률이 높다는 이론이다.  이 이론은 2010년 심리학 저널에서 에이미 커디등에 의해 제안 되었으며, 2012년 TED를 통해 대중에 널리 알려지게 되었다.  하지만 2015년 동료 연구자였던 카니는 이 이론이 잘못되었다며 파기하면서, 논쟁에 휩싸이게 되었다.  오늘날, 파워 포즈는 학문연구에서 재현성 위기의 한 예로 제시되고 있다.

## 이론의 초기 단계
2010년에 발표된 파워 포즈의 연구에 의하면, 다나 카니, 에이미 커디, 앤디 얍(어떻게 사람이름이 앤디 얍)은 힘있는 자세를 취할 경우 힘을 생산해 낸다고 주장하였다.  총 42명의 참가자를 대상으로 실험을 하였는 데, 실험 후에 테스토스테론의 증가와 코르티솔의 감소를 보였다고 주장하였다.  즉, 파워 포즈를 할 경우 취업 면접과 임금 협상에서 보다 더 좋은 결과를 얻을 수 있다고 주장하였다.

## 재현성의 실패
2015년 심리학 저널에 실린 자료에서 더 큰 실험 데이터를 사용했을 경우, 예상 밖이라는 결과가 발표되었다.  즉, 자세의 바뀜에 따라 호르몬의 실질적 변화가 없음이 확인되었다.